# 奥斯科利斯科耶农村居民点
奥斯科利斯科耶农村居民点（俄语：Оскольское сельское поселение）是俄罗斯联邦别尔哥罗德州新奥斯科尔区所属的一个农村居民点。其下辖有8个居民点，行政中心为奥斯科利斯科耶。据2016年统计，该农村居民点的人口为2381人。